# Пятаченко, Григорий Александрович
Пятаченко Григорий Александрович (укр. Григорій Олександрович П'ятаченко; 22 марта 1932, село Великая Степь — 28 марта 2022) — министр финансов Украины с 1991 по 1994 год.

## Биография
Григорий Александрович родился в крестьянской семье на Винничине. В 1956 году он окончил Львовский торгово-экономический институт, в этом же году начал работать заместителем главного бухгалтера «Сахкамень» Министерства промышленности продовольственных товаров УССР.
В 1960 году Пятаченко поступил в аспирантуру Киевского института народного хозяйства им. Д. С. Коротченка, где и впоследствии защитил диссертацию. В 1966 году он становится заместителем начальника финансового управления Министерства промышленности продовольственных товаров УССР, а в 1972 году уже становится его начальником.
В 1984—1991 годах Григорий Александрович занимал пост начальника отдела финансов Госплана УССР, заместителя министра экономики. В 1991 году он становится первым министром финансов Независимой Украины. Пятаченко Г. А. начал работу в Кабинете министров под руководством Витольда Фокина.
Он был одним из инициатором создания Контрольно-ревизионного управления, налоговой службы Украины, занимался организационными вопросами по вступлению Украины в МВФ, ЕБРР. В 1994 году ушёл на пенсию и организовал Научно-исследовательский институт при Министерстве финансов.
Умер 28 марта 2022 года.